# Tempête tropicale Nestor (2019)
Pour les articles homonymes, voir Cyclone tropical Nestor.
La tempête tropicale Nestor est le seizième système tropical à se former durant la saison cyclonique 2019 et la quatorzième à devenir une tempête tropicale. C'est une zone de basse pression sur la mer des Caraïbes occidentales qui s'est déplacée vers le golfe du Mexique où elle a commencé à s'organiser légèrement pour devenir le cyclone tropical potentiel Seize le 17 octobre. Des veilles furent émises pour le Sud-Est des États-Unis à son approche. Elle fut finalement désignée tempête tropicale Nestor près du panhandle de Floride le 18 octobre mais s’est rapidement transformé en un cyclone extratropical avant de toucher la côte le 19 octobre. Après être entrée dans les terres, cette dépression a traversé la Géorgie et est ressortie sur l'Atlantique près de la Caroline du Nord avant d'être absorbée dans la circulation des latitudes moyennes. 
Bien que Nestor n'a vécu que peu de temps et fut désorganisée, elle a généré de fortes pluies et causé une éruption de tornades dans le sud-est des États-Unis à la mi-octobre 2019.

## Évolution météorologique
Le 12 octobre, le NHC a commencé à suivre une dépression mal organisée au large des côtes du Nicaragua qui avait un très faible potentiel immédiat de développement. Cependant, après son passage sur terre au Honduras, Guatemala et Belize, il devait émerger dans la baie de Campêche où les conditions devaient être plus favorables. Effectivement, le 17 octobre en mi-journée, la perturbation tropicale à 225 km à l'est de Tampico (Mexique)  avait assez de développement orageux pour être qualifié de cyclone tropical potentiel Seize par la NHC, avec des vents de 55 km/h. Elle menaçait les terres environnantes bien que n'étant toujours pas officiellement tropicale, et des avis de tempêtes furent émis pour les côtes américaines du nord-est du golfe du Mexique.

Cyclone tropical potentiel Seize le 17 octobre 2019.

Le 18 octobre au matin, bien que la convection et les vents associés à la perturbation à 450 km au sud-sud-ouest de l'embouchure du Mississippi ait augmenté, il n’existait aucune preuve qu’un centre de rotation bien défini s'était encore formé. Finalement, à 18 h UTC, le NHC a déclaré que le système avait assez d'organisation pour devenir la tempête tropicale Nestor à 315 km au sud de l'embouchure du Mississippi et en déplacement vers le nord-est à 35 km/h. La pluie et les vents débutèrent sur le panhandle de Floride dès la soirée et sa structure devenait de plus en plus asymétrique avec la zone orageuse pratiquement seulement dans le quadrant est à cause de l'interaction avec un creux barométrique d'altitude.
À 15 h UTC le 19 octobre, Nestor a perdu ses caractéristiques tropicales et est devenu un cyclone extratropical alors que son centre était à 115 km au sud-sud-ouest de Panama City (Floride). Ses nuages et précipitations étaient bien à l'est du système et avait une forme en virgule caractéristique des dépressions frontales matures. Le centre est entré sur les terres près d'Apalachicola  en début d'après-midi local et a poursuivi vers le nord-est tout en faiblissant. Le NHC a donc cessé d'émettre des bulletins pour cette dépression des latitudes moyennes qui devait passer sur la Géorgie et les Carolines avant de réémerger dans l'Atlantique Nord.
Les restes de Nestor se sont dissipés au large le 21 octobre.

## Préparatifs
Le cône de prévision de la trajectoire de la tempête et le moment de sa transformation changea plusieurs fois à cause de sa désorganisation. Avec la désignation comme cyclone potentiel, le National Weather Service américain (NWS) a émis des avertissements et des alertes de tempête tropicale pour la majeure partie de la côte du panhandle de Floride. Des veilles d'onde de tempête furent également été émises avant la tempête. Certaines parties du sud de la Louisiane et de l'Alabama étaient incluses dans les avertissements mais celles-ci furent annulées peu de temps après, la trajectoire prévue de la tempête s'étant déplacée vers la Floride. 
Des veilles et alertes de tornades ont également été émises peu après que la tempête soit devenue post-tropicale pour la majeure partie du nord de la Floride et dans certaines régions de la Géorgie.

## Impact

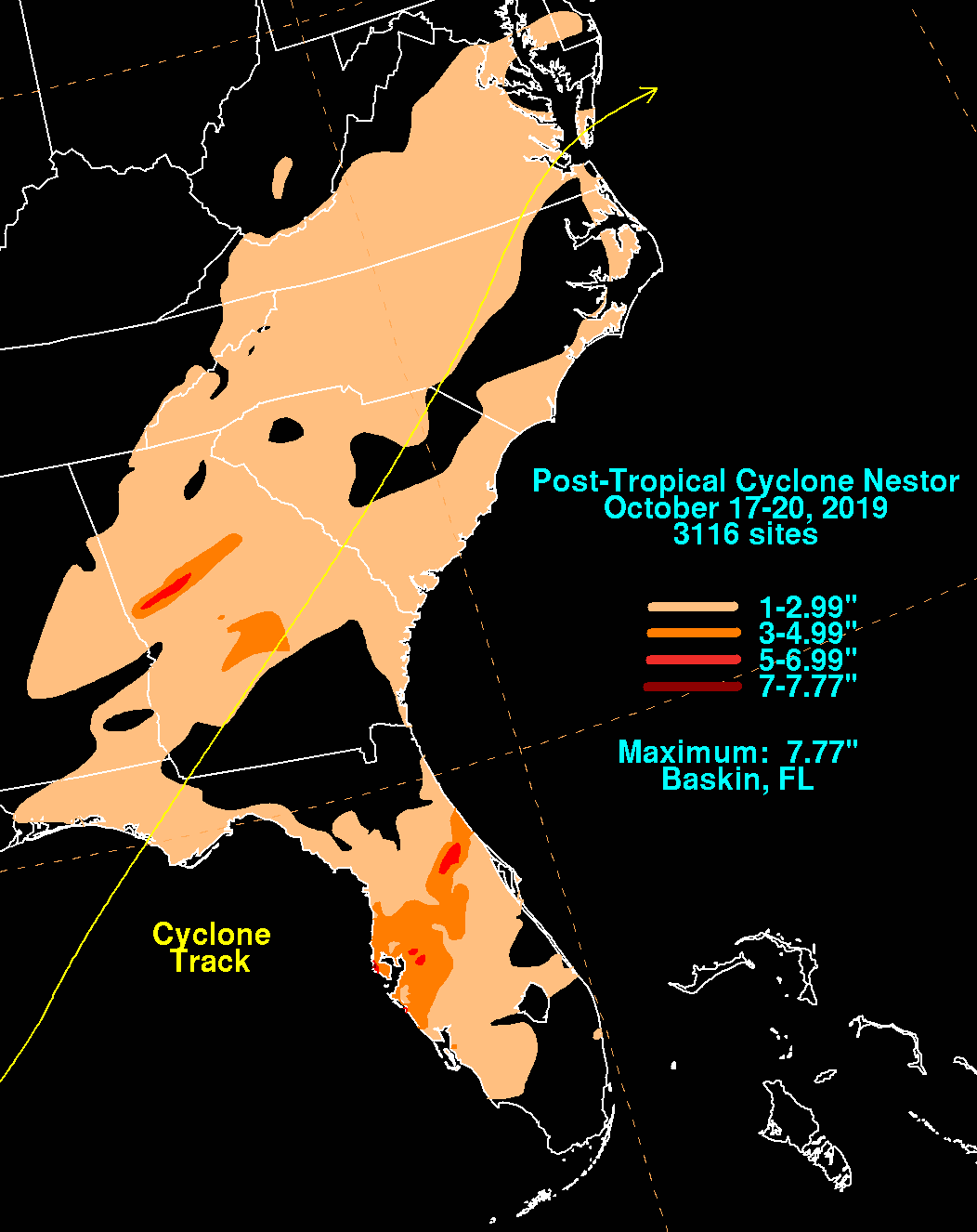
Accumulation avec la tempête tropicale Nestor (2019).
(1 pouce=25.4 mm)

Les pluies et l'onde de tempête assocées à Nestor ont provoqué des inondations côtières et des crues soudaines au panhandle de la Floride, certaines régions recevant de 75 à 100 mm de pluie,. Mais le maximum fut rapporté à Baskin avec 7,77 pouces (197 mm), près de Tampa, sur la carte ci-contre. Des vents soutenus pouvant atteindre 90 km/h furent également enregistrés.
Après que Nestor soit devenu extra-tropical avant de toucher la côte, il a généré de nombreuses orages supercellulaires qui ont donné plusieurs tornades. Le Service météorologique national (NWS) n'en a toutefois confirmé que trois, dont l'une atteignant le statut de EF-2, qui ont causé certains dommages locaux. La plus forte est passée sur l'ouest du comté de Polk, entre 23 heures et minuit le 18 octobre, causant des dégâts à 50 maisons, renversant un camion semi-remorque (soufflant les débris sur l'Interstate 4) et arrachant une grande partie du toit d'une école primaire,,.
Une autre tornade, d'intensité EF-0, a brièvement touché le sol dans le centre du comté de Pinellas, causant des dommages mineurs et une panne de courant. La troisième tornade, une EF-1, s'est formée près de Cape Coral dans le comté de Lee et a endommagé plusieurs maisons.
Les dégâts totaux causés par Nestor furent estimés par les assureurs américains à 150 millions $US. Nestor ne causa aucun décès ou blessure dans sa phase tropicale mais les fortes pluies de l'ex-Nestor ont provoqué un accident de voiture en Caroline du Sud qui a fait trois morts et cinq blessés,.